# Stenolis inclusa
Stenolis inclusa là một loài bọ cánh cứng trong họ Cerambycidae.